# Edad biológica
La edad biológica es considerada como un indicador del estado real del cuerpo. A diferencia de la edad cronológica que solo se basa en el tiempo que ha pasado desde el nacimiento, la edad biológica se corresponde con nuestro estado funcional interno y es un concepto fisiológico que informa sobre el envejecimiento de nuestras células, tejidos, órganos y sistemas. Dependiendo de la genética y/o estilo de vida que se lleve la edad biológica podría ser mayor o menor a la cronológica. Las personas con una edad biológica inferior a la cronológica corren un menor riesgo de mortalidad y de sufrir enfermedades relacionadas con la edad.
Según explica Mercedes Samaniego: «la edad biológica es la 'edad del organismo', la que tienen las células y los órganos de nuestro cuerpo. Una persona de 60 años pero con una edad biológica de 50 años, tendría, en principio, menos enfermedades de las que le 'corresponderían' por edad ya que la edad de sus órganos es, en principio, de un individuo más joven».
El tiempo no afecta a todos los seres humanos de igual modo. Unos envejecen más rápido que otros, por ejemplo, se les notan antes más las arrugas o desarrollan demencias u otras enfermedades asociadas al envejecimiento en diferentes tiempos. Es importante definir el concepto de “edad biológica”, que no mide el tiempo que ha pasado desde nuestro nacimiento, sino lo envejecidos que estamos molecularmente frente a un modelo estandarizado.
La edad biológica de algunas partes de nuestro organismo podría diferir. El cerebro, hígado, corazón y tus pulmones pueden tener diferentes edades biológicas. Así como cada persona puede envejecer diferente, de igual modo, dos órganos con funciones diferentes y con una expresión génica distinta podrían envejecer de manera divergente.

## Metilación del ADN
En múltiples estudios se ha concluido que la metilación del ADN es una de las marcas genéticas más relacionadas con la edad. Los niveles de ADN metilado se ven influenciados por factores ambientales y genéticos, y en los últimos años, las firmas de metilación del ADN se han correlacionado con múltiples efectos en la salud. Dichas firmas de metilación del ADN incluyen los llamados "relojes epigenéticos", que son herramientas para estimar la edad biológica con base en estas marcas del ADN. De esta forma, cuando individuo presenta una estimación de edad biología mayor que su edad cronológica, se dice que tiene "edad acelerada", y presenta más riesgos relacionados con la salud de los que debería.[cita requerida]